# Hervé Morin
Hervé Morin (født 17. august 1961 i Pont Audemer, Normandiet, Frankrig) er en fransk politiker, der fra 18. maj 2007 til 13. november 2010 var sit lands forsvarsminister. Morin repræsenterer partiet New Centre, som han desuden er partileder for.